# (23402) Turchina
(23402) Turchina est un astéroïde de la ceinture principale.

## Description
(23402) Turchina est un astéroïde de la ceinture principale. Il fut découvert le 8 octobre 1969 à Nauchnyj par Lioudmila Tchernykh. Il présente une orbite caractérisée par un demi-grand axe de 3,10 UA, une excentricité de 0,18 et une inclinaison de 2,9° par rapport à l'écliptique.

## Compléments